# Józef Franczak

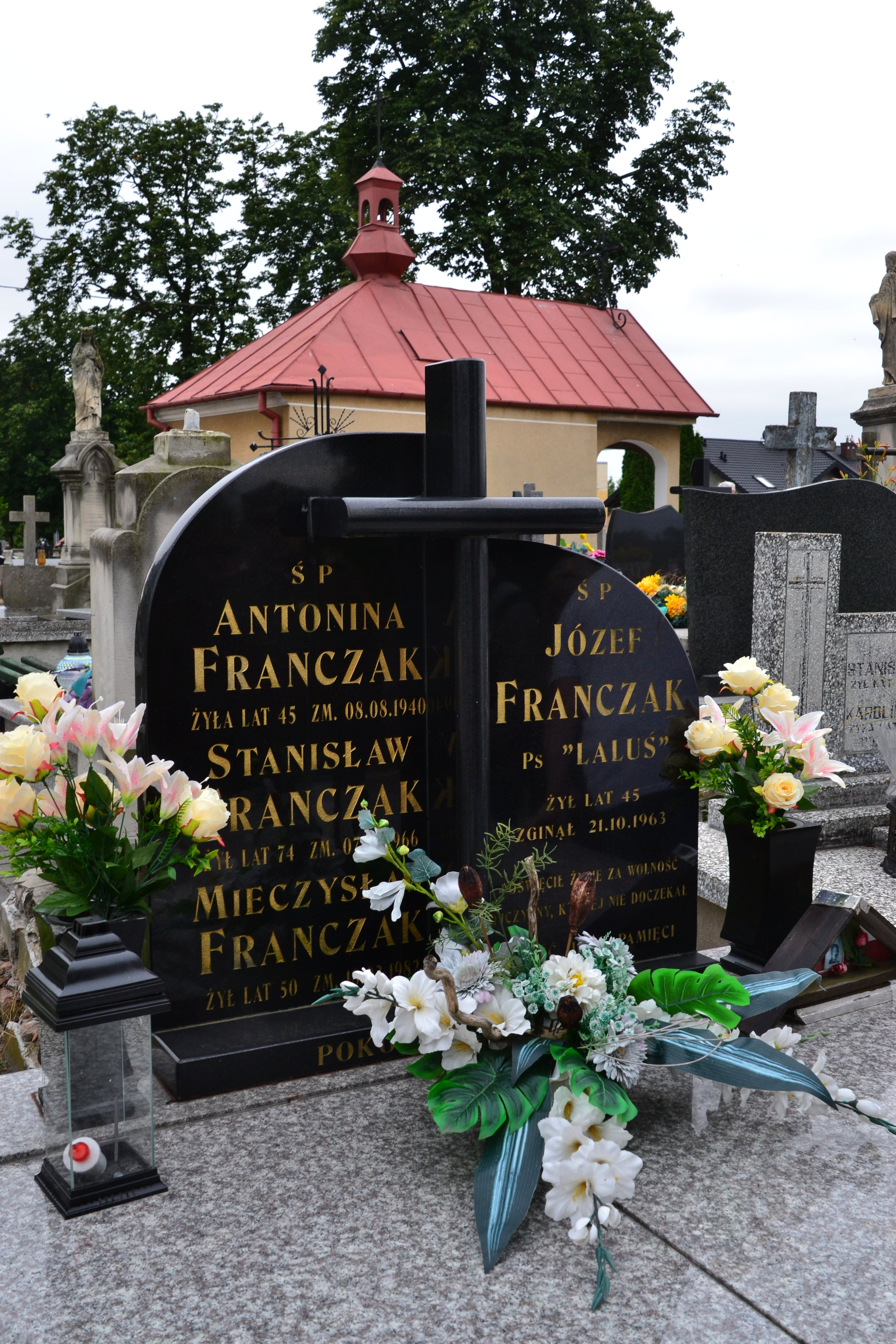
Grób w Piaskach
(zdj. 11 lipca 2020 r.)

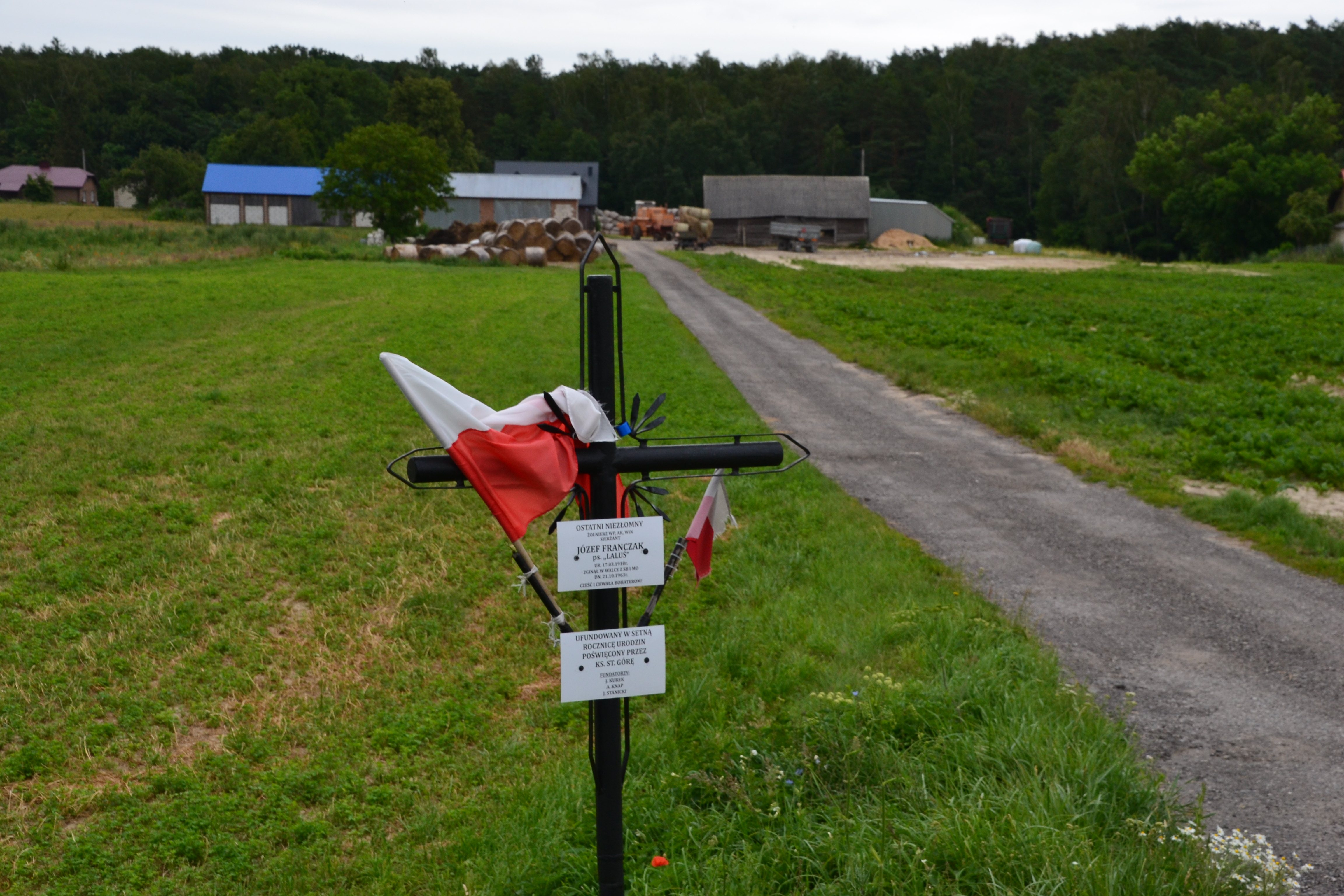
Majdan Kozic Górnych – miejsce ostatniej walki Lalusia
(zdj. 11 lipca 2020 r.)

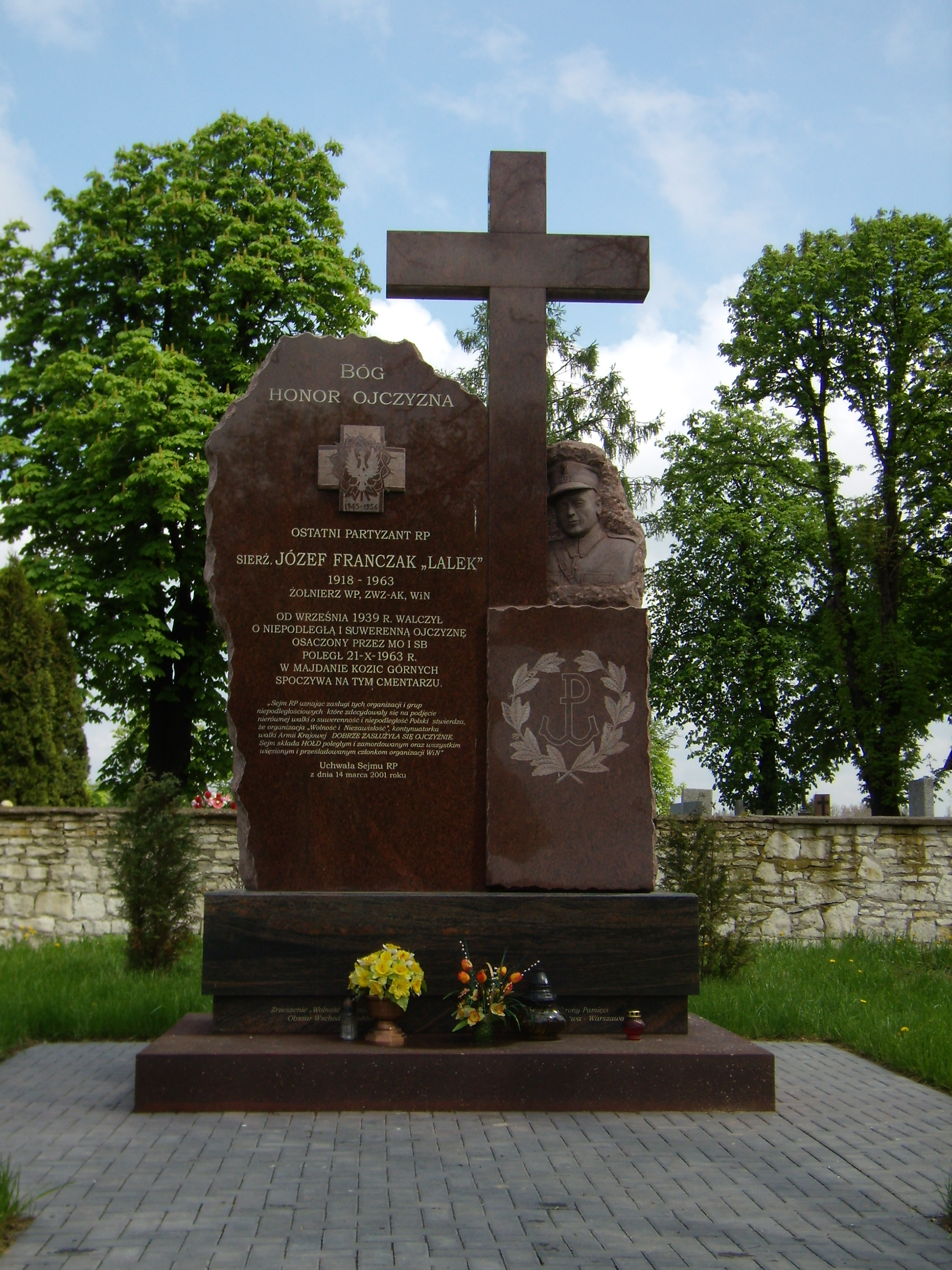
Pomnik sierż. Józefa Franczaka ps. Lalek, Piaski (2008 r.), odsłonięty 11 maja 2007 r.

Józef Franczak ps. „Lalek”, „Laluś”, „Laleczka”, „Guściowa”, używał też nazwiska Józef Babiński (ur. 17 marca 1918 w Kozicach Górnych albo 25 maja 1918, zm. 21 października 1963 w Majdanie Kozic Górnych) – wachmistrz Wojska Polskiego, później związany ze strukturami Związku Walki Zbrojnej i Armii Krajowej, opisywany jako ostatni tzw. żołnierz wyklęty. Zginął w potyczce zbrojnej z grupą operacyjną Zmotoryzowanych Odwodów Milicji Obywatelskiej i Służby Bezpieczeństwa w październiku 1963.

## Życiorys
Pochodził z ubogiej rodziny chłopskiej. Był synem Stanisława Franczaka i Antoniny z domu Nowak. Miał trzy siostry i brata. Jako ochotnik w wieku 17 lat wstąpił do Wojska Polskiego. Po ukończeniu Szkoły Podoficerskiej w Centrum Wyszkolenia Żandarmerii w Grudziądzu przydzielony został do Plutonu Żandarmerii w Równem. Istnieje przekaz, że był żołnierzem II Oddziału odpowiedzialnym za wywiad.
Po agresji ZSRR na Polskę dostał się do niewoli sowieckiej, jednak zdołał uciec oddalając się od kolumny jeńców. W 1940 wstąpił do ZWZ. Prowadził szkolenia partyzantów w Żukowie. Następnie działał w Armii Krajowej. Był dowódcą drużyny, potem dowódcą plutonu w III Rejonie Obwodu Lublin AK w ramach Okręgu Lublin AK. Jego działalność z okresu wojny nie jest szeroko udokumentowana, znany jest jednak epizod zastrzelenia w boju spotkaniowym przez „Lalka” żydowskich partyzantów, a także zarzuty wydania przez niego niemieckim okupantom żydowskiego krawca oraz ciężkiego pobicia i ograbienia małżeństwa ukrywającego Żydów (patrz: Oskarżenia o zastrzelenie partyzantów żydowskich, denuncjację i pobicie).
W sierpniu 1944 został przymusowo wcielony do 2 Armii Wojska Polskiego. W styczniu 1945, będąc świadkiem wydawania i wykonywania wyroków śmierci na AK-owcach (m.in.: Kąkolewnica, Uroczysko Baran koło Międzyrzeca Podlaskiego) zdecydował się na dezercję. Wkrótce NKWD zaczęło go szukać i rozpoczął 18-letni okres ukrywania się przed władzą.
Początkowo przebywał w Gdyni, Łodzi, po czym wrócił do Gdyni, skąd miał udać się statkiem na Zachód (na wyspę Bornholm), jednak tuż przed planowanym wyjazdem zrezygnował z niego. Na przełomie 1945/1946 powrócił na Lubelszczyznę.
Lalek brał udział w wielu zamachach na funkcjonariuszy MBP. Kilka razy był ranny, a raz aresztowany. W czerwcu 1946 Urząd Bezpieczeństwa urządził wielką obławę; po zatrzymaniu kilku osób, w tym Lalka, który miał dokumenty na inne nazwisko, ubecy pojechali do wsi Chmiel na wesele. Kiedy po zabawie ciężarówka z aresztowanymi jechała do Lublina, partyzanci rzucili się na będących pod wpływem alkoholu funkcjonariuszy MBP, obezwładnili ich i zabili pięciu z nich. Sygnał do akcji miał dać Lalek. W 1947 Franczak dołączył do oddziału dowodzonego przez kpt. Zdzisława Brońskiego.
Łapanka w okolicach Chmiela była związana z poszukiwaniami „Lwa” – Antoniego Kopaczewskiego, kierownika Inspektoratu Lubelskiego WiN. Kilka miesięcy później, w wyniku donosu i obławy „Lew” został zastrzelony, gdy uciekał z konspiracyjnej kwatery. W podpalonych przez UB zabudowaniach, wskutek zaczadzenia zmarło kilka osób, m.in. czteroletnia córka gospodarzy. „Lalek” dokonywał później zamachów na współpracowników organów bezpieczeństwa, w tym cywilnych donosicieli. Jedną z akcji było wykonanie wyroku na Franciszka Kasperka, ps. „Hardy”, byłego partyzanta podziemia, który po ujawnieniu się w 1947 r., przyczynił się do aresztowania Zygmunta Libery i śmierci swojego byłego dowódcy – Zdzisława Brońskiego – „Uskoka”. Razem z „Wiktorem” – Stanisławem Kuchciewiczem, „Lalek” zabił również innego konfidenta – chłopa Franciszka Drygałę, który wydał wcześniej UB dwóch partyzantów. Donosy Drygały groziły dekonspiracją całego kierownictwa lubelskiego podziemia antykomunistycznego. Franczak dowodził kilkuosobowym patrolem zbrojnym, do zadań którego należało wykonywanie kar chłosty lub śmierci na tajnych współpracownikach UB i członkach PPR.
10 lutego 1953, razem z „Wiktorem” i Zbigniewem Pielachem przeprowadzili napad na kasę Gminnej Spółdzielni w Piaskach, aby zdobyć fundusze na przetrwanie zimy. Akcja nie udała się, kasjer zdążył wezwać na pomoc milicję. W starciu z milicjantami zginął Stanisław Kuchciewicz „Wiktor” – ostatni dowódca Franczaka. Po akcji w Piaskach Franczak nie kontaktował się już z innymi konspiratorami, ukrywając się przez kolejnych dziesięć lat. Umożliwiała mu to zorganizowana przez siebie sieć pomocników, licząca według danych SB ponad dwieście osób. Pomocy udzielano, pomimo że groził za to wyrok kilkuletniego więzienia. Franczak dokonał w tym czasie kilku napadów i postrzelił milicjanta z Komendy Wojewódzkiej MO w Lublinie. Nie ujawnił się w czasie amnestii w kwietniu 1956.
Formalne rozpracowanie Franczaka rozpoczęto już 16 listopada 1951 w ramach operacji o kryptonimie „Pożar”. Wykorzystano przy tym ulokowanych w jego otoczeniu 27 tajnych współpracowników UB. W sumie zaangażowano we współpracę z bezpieką ok. 100 ludzi. Franczak został zadenuncjowany przez Stanisława Mazura, brata stryjecznego swojej narzeczonej, który był tajnym współpracownikiem SB Michał. Ponadto w 1961 lubelska prokuratura wydała za Franczakiem list gończy.
Jego ostatnie chwile według raportu SB wyglądały następująco:
Okrążenia zabudowań B [Becia] Wacława s. Jana dokonano z podjazdu przez grupę operacyjną ZOMO składającą się z 35 funkcjonariuszy doprowadzonych do meliny przez dwóch oficerów Służby Bezpieczeństwa. Z chwilą okrążenia zabudowań b. [bandyta] Franczak wyszedł ze stodoły, pozorując gospodarza rozważał możliwość wyjścia z obstawy, a gdy został wezwany do (nieczytelne) chwycił za broń – pistolet, z którego oddał kilka strzałów. W tej sytuacji grupa likwidacyjna ZOMO przystąpiła do likwidacji. Franczak mimo wzywania go do zdania [broni] podjął obronę i wykorzystując słabe punkty obstawy pod osłoną zabudowań wycofał się około 300 m od meliny, gdzie podczas wymiany strzałów został śmiertelnie ranny i po kilku minutach zmarł.
Józef Franczak został zastrzelony 21 października 1963 r. o godzinie 15:40. W nocy, o 21:00, ciało „Lalka” przewieziono do Akademii Medycznej w Lublinie. Pochówku bezimiennego, podobnie jak w przypadku jego współtowarzyszy broni, służby dokonały potajemnie, na cmentarzu przy ul. Unickiej. Cztery dni później, w nocy, rodzina wykopała jego nagie, pozbawione głowy ciało i dokonała godnego złożenia zwłok do grobu. O dekapitacji pośmiertnej zadecydowały służby, jak wynika z dokumentu podpisanego przez prokuratora powiatowego: Powołując się na pismo prokuratury z dnia 24 października 1963 roku i na ustną rozmowę z dr. Iwaszkiewiczem proszę o zdjęcie głowy ze zwłok Józefa Franczaka. Od 2007 roku IPN prowadził śledztwo, które doprowadziło do jej odnalezienia na Uniwersytecie Medycznym w Lublinie. Trzeci pogrzeb „Lalusia” odbył się w asyście Dowództwa Garnizonu Warszawa 26 marca 2015 w Piaskach.
Ze swoją partnerką, Danutą Mazur (1929–2009), miał syna Marka (ur. 1958), który w 1992 formalnie powrócił do nazwiska ojca.

## Ordery i odznaczenia

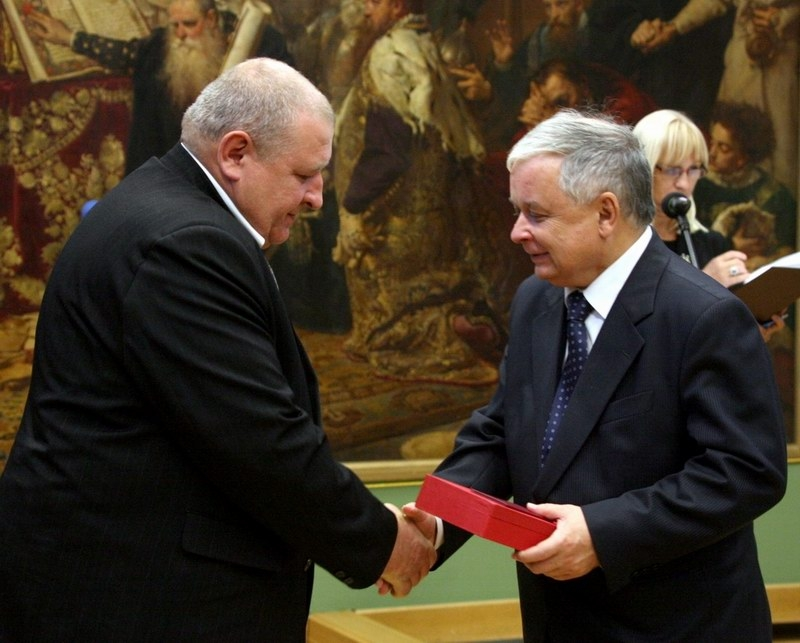
Prezydent RP Lech Kaczyński przekazuje Krzyż Komandorski z Gwiazdą Orderu Odrodzenia Polski, nadanego pośmiertnie Józefowi Franczakowi „Lalkowi”, na ręce syna, Marka Franczaka, Lublin 2008

17 marca 2008 prezydent RP Lech Kaczyński nadał pośmiertnie Józefowi Franczakowi Krzyż Komandorski z Gwiazdą Orderu Odrodzenia Polski.

## Ostatni partyzant w Polsce
Józef Franczak ps. „Lalek” był ostatnim poległym w boju partyzantem partyzantki antykomunistycznej na terenie Polski. Spędził w niej łącznie 24 lata (1939–1963).
Sąd Wojewódzki w Warszawie, unieważniając wyroki śmierci płk Hieronima Dekutowskiego, przełożonego „Lalka” i jego towarzyszy, w uzasadnieniu napisał m.in.: żołnierze AK działający później w organizacji WiN byli zmuszeni do przeciwstawienia się zbrojnej masowej eksterminacji, poprzez walkę zarówno z oddziałami NKWD, jak i wspierającymi je formacjami polskimi, tj. milicją, UB i tzw. Wojskami Wewnętrznymi. Była to walka potrzebna i celowa, polegająca na odbijaniu jeńców lub zapobieganiu morderstwom i aresztowaniom. Sąd Najwyższy określa to obecnie w swoim orzecznictwie jako „prawo do zbiorowej obrony koniecznej”. Nie ulega wątpliwości, że właśnie taki charakter miały działania zbrojne oddziału „Zapory”.
Najdłużej działającym antykomunistycznym partyzantem działającym na terenach bloku wschodniego był August Sabbe – ostatni żołnierz formacji Leśnych Braci, działającej na terenie Estonii, będącej wówczas częścią ZSRR. Sabbe spędził w konspiracji 28 lat, poległ 28 września 1978 w zasadzce KGB.

## Upamiętnienie
- W 1996 powstał film dokumentalny pt. Ostatni partyzant Rzeczypospolitej, autorstwa Tadeusza Arciucha[22].
- Pamięci Józefa Franczaka ps. „Lalek” poświęcony jest utwór „Noc” z płyty „Panny wyklęte” (wykonanie: Ania Brachaczek i Dariusz Malejonek)[23].
- Na motywach historii Józefa Franczaka oparte jest opowiadanie Aleksandra Bednarskiego pt. „1963”[24][25].
- W Lublinie dwukilometrowy fragment ulicy nazwano jego imieniem[26].
- W krakowskim Parku Jordana, wśród panteonu zasłużonych Polaków 20 lutego 2016 roku odsłonięto popiersie Józefa Franczaka ps. Lalek. W uroczystości uczestniczyli przedstawiciele władz państwowych (wicepremier, minister z Kancelarii Prezydenta RP), a także bratanek zamordowanego Żołnierza Wyklętego[27].
- Na motywach historii Józefa Franczaka nakręcono w 2017 r. film pt. Wyklęty.
- Wizerunek Józefa Franczaka znalazł się na wydanym w 2022 r. z okazji Narodowego Dnia Pamięci „Żołnierzy Wyklętych” znaczku pocztowym o nominale 4,50 zł[28].
- W 2022 roku odsłonięto pomnik Józefa Franczaka przy Rondzie Żołnierzy Wyklętych w Świdniku[29].
- W 2023 odsłonięto tablicę upamiętniającą Józefa Franczaka na jednej z kamienic w Sopocie[30].

## Oskarżenia o zastrzelenie partyzantów żydowskich, denuncjację i pobicie

### Artykuł Sławomira Poleszaka
W 2020 roku w czasopiśmie „Zagłada Żydów. Studia i Materiały” ukazał się artykuł Sławomira Poleszaka z lubelskiego oddziału IPN, opisujący działania „Lalka” w czasie okupacji niemieckiej. W swoich badaniach autor dowodził, że w 1943 we wsi Kolonia Skrzynice „Lalek” wraz z dwoma współtowarzyszami wdał się w zbrojne starcie z żydowskimi partyzantami. Od strzałów „Lalka” i jego kompanów zginęło dwóch partyzantów. Sławomir Poleszak zacytował zeznania zarzucające, że „Lalek” brał udział w porwaniu i wydaniu Niemcom ukrywającego się żydowskiego krawca Szmula Helfmana. Historyk wykazał ponadto, że „Lalek” zimą z 1943 na 1944 uczestniczył w obrabowaniu i pobiciu do nieprzytomności Heleny i Adama Brodów, małżeństwa zamieszkującego wieś Majdan Kawęczyński, które w czasie okupacji ukrywało Żydów. Według zeznań Heleny Brody, „Lalek” wraz z kompanami mieli żądać wydania ukrywanych Żydów, czego Brodowie nie uczynili. Według jej zeznań, Adam Broda miał umrzeć na skutek obrażeń odniesionych w wyniku pobicia, „Lalek” miał według niej rabować komodę.
Sławomir Poleszak na podstawie opisów tych sytuacji wysunął tezę, że „Lalek” mimo dwóch amnestii nie ujawnił się po wojnie w obawie przed prawnymi konsekwencjami za wojenne zbrodnie na Żydach (amnestie nie obejmowały prześladowań ludności cywilnej).

### Reakcje na artykuł Sławomira Poleszaka
W 2021 na łamach pisma „Pamięć i Sprawiedliwość” w krytycznej recenzji artykułu Sławomira Poleszaka autorzy Piotr Niwiński i Tomasz Łabuszewski zarzucili Poleszakowi m.in. brak krytyki źródeł, podawanie nieprawdziwych lub niesprawdzonych informacji i dobór źródeł pod tezę. Komentatorzy Telewizji Republika i Radia Maryja zarzucili Sławomirowi Poleszakowi napisanie artykułu pod tezę i celowe uczynienie z „Lalka” antysemity. Z kolei Adam Leszczyński na OKO.press stwierdził, że autor artykułu był „niezwykle ostrożny i krytyczny wobec źródeł” oraz że poddał „drobiazgowej analizie” rozbieżności źródłowe.